# 比留萨市镇
比留萨市镇（俄语：Бирюсинское муниципальное образование）是俄罗斯联邦伊尔库茨克州泰舍特区所属的一个市镇。其下辖有1个居民点，行政中心为比留萨。据2016年统计，该市镇的人口为514人。